# Eugene Loring
Eugene Loring, pseudonimo di Eugene Le Roy Kerpestein (Milwaukee, 2 agosto 1911 – Kingston, 30 agosto 1982), è stato un danzatore, coreografo e insegnante statunitense, presidente del Dipartimento di Danza della Scuola di Belle Arti della neonata Università della California, Irvine.

## Biografia
Eugene Loring nacque come Eugene Le Roy Kerpestein, figlio di un barista, crebbe su una piccola isola nel fiume Milwaukee nel Wisconsin, dove prese lezioni di ginnastica. La sua formazione artistica a Milwaukee fu formativa. Nove anni di studio di pianoforte svilupparono la sua abilità musicale nell'orchestrazione e il suo lavoro con i Wisconsin Players, in particolare sotto la direzione del russo Boris Glagolin, sviluppò il suo forte senso teatrale e gli diede una consapevolezza della danza come forza teatrale.
Con i risparmi del suo lavoro come direttore di un negozio di ferramenta, Loring andò a New York, vicina al baratro della Grande depressione nel 1934 e fu preso nella School of American Ballet di George Balanchine e Lincoln Kirstein. Con la formazione imperiale russo data dalla SAB, ballò con la prima compagnia americana di Balanchine, l'American Ballet e fece anche audizioni con successo per Michel Fokine. Quando nel 1936 Kirstein formò la compagnia di formazione coreografica specificamente americana Ballet Caravan, Loring e Lew Christensen (che insieme formarono una piccola compagnia, Dance Players, 1941-42) emersero come esemplari eccezionali.
Nel giro di due anni Loring coreografò e ballò in Billy the Kid, che gode dello status di primo balletto classico americano, con una storia di produzione ininterrotta da allora. Dopo essere stato coreografo residente del Bennington College, nel Vermont, dove realizzò alcune opere, Loring entrò nel Ballet Theatre (ora ABT) nel 1939 dove, nella prima stagione della compagnia, coreografò e ballò nel suo The Great American Goof, con libretto di William Saroyan.
Loring, che aveva cominciato a ballare nel saloon di suo padre, era a suo agio con tutti i tipi di danza: nazionale, classica, moderna, teatrale e non teatrale. Ha coreografato i musical di Broadway Carmen Jones e Silk Stockings ed ebbe una lunga carriera a Hollywood, dirigendo e coreografando per film e televisione. I ballerini con cui lavorò più frequentemente comprendono Fred Astaire, Cyd Charisse, e James Mitchell. Tra i film più importanti di Loring ricordiamo: Silk Stockings, Funny Face (entrambi nel 1957), Ziegfeld Follies, The Toast of New Orleans, Deep in My Heart, Meet Me in Las Vegas.
Ristabilitosi a Los Angeles nel 1943 a contratto con la MGM (Loring aveva avuto un ruolo nel film National Velvet ancor prima di coreografare per loro), rivolse la sua attenzione alla regolarizzazione e applicazione dei suoi principi di educazione alla danza professionale "Freestyle", includendo (dal 1955) la sua personale notazione di danza, Kineseography. Loring gestì l'American School of Dance di Hollywood,  vincente sotto il profilo commerciale, seguendo questi principi, e dal 1965 li sviluppò in un contesto educativo universitario. Su invito di Dean Clayton Garrison presiedette il Dipartimento di Danza all'interno della Scuola di Belle Arti della neonata Università della California, Irvine. Loring si ritirò dall'UCI nel 1981, ritornò nello Stato di New York ma morì un anno dopo, all'età di settantuno anni.

## Considerazioni
Il lavoro coreografico più popolare di Loring, Billy the Kid, viene a volte paragonato al successivo Rodeo di Agnes de Mille. Come Rodeo, Billy the Kid ha una colonna sonora di Aaron Copland e attinge alla mitologia del West americano. Tuttavia, a differenza del balletto della de Mille, Billy the Kid offre una visione desolante della frontiera, con un protagonista caratterizzato in modo più appropriato, secondo un recente critico, come uno "psicopatico assassino".

## Coreografie di balletti
- Harlequin for President (1936)
- Yankee Clipper (1937)
- Billy the Kid (1938)
- City Portrait (1939)
- The Great American Goof (1940)
- Prairie
- The Man from Midian
- The Capitol of the World (1953)
- "The 5,000 Fingers of Dr. T" (1953)
- These Three (1966)

## Collezioni: documenti, lettere, registrazioni, film ecc.
Due elenchi completi e ben organizzati di raccolte di carte, lettere, registrazioni, film ecc. di Loring sono disponibili on line:
- Sito delle collezioni della biblioteca digitale della Biblioteca Pubblica di New York:  Eugene Loring, 1911-1982. Documenti, ca. 1938-1981, su digilib.nypl.org. URL consultato il 24 febbraio 2018 (archiviato dall'url originale il 3 marzo 2016).